# Ceromya rotundicornis
Ceromya rotundicornis là một loài ruồi trong họ Tachinidae.